# Điện xung trị liệu
Điện xung trị liệu (tiếng Anh: electrotherapy) là một phương pháp điều trị trong vật lý trị liệu bằng các xung điện có tần số thấp và trung bình.
Tín hiệu xung điện là tín hiệu điện áp hay dòng điện biến đổi theo thời gian một cách rời rạc (tức không liên tục). Tín hiệu xung có thể là một dãy theo xung tuần hoàn theo thời gian với chu kỳ lặp lại, hay chỉ là một xung đơn xuất hiện một lần, có cực tính (- âm, + dương) hoặc cực tính thay đổi.

## Tác dụng

### Tác dụng giảm đau và giảm trương lực cơ
Dùng các dòng điện xung có cường độ tăng từ từ, tần số cao, loại dòng như Diadynamic, Trọbert, Burst - TENS... có tác dụng giảm đau rõ rệt, giảm trương lực cơ co thắt, thư giãn cơ. Tác dụng giảm đau của dòng điện xung được giải thích bằng các cơ chế sau:
- Cơ chế cổng kiểm soát: các xung động thần kinh do tác động của dòng điện xung khi đi vào tuỷ sống làm ức chế sự dẫn truyền cảm giác đau lên não, do đó làm giảm cảm giác đau.
- Cơ chế phóng thích endorphine: tác động của xung động thần kinh do dòng điện xung kích thích não giải phóng các morphine nội sinh (gọi là endorphine) nên có tác dụng giảm đau.

### Tác dụng kích thích thần kinh cơ
Các dòng điện xung có tần số thấp, cường độ tăng nhanh, loại dòng như dòng tam giác, chữ nhật, AMF, giao thoa, kiểu Nga... có tác dụng kích thích thần kinh cơ, làm tăng dẫn truyền thần kinh, tăng trương lực cơ, tăng khối lượng cơ.

## Chỉ định điều trị
- Giảm đau: đau lưng, đau cổ vai, đau cơ, đau thần kinh ngoại vi, đau khớp, đau chấn thương.
- Một số bệnh thần kinh vận mạch, loạn dưỡng Sudeck, bệnh Buerger, hội chứng Raynaud, thần kinh ngoại vi.
- Kích thích thần kinh cơ: giảm sức cơ, bại, liệt, kích thích cơ trơn bị liệt...
- Viêm mạn, làm lành vết thương.

## Cảnh báo
Do hiện nay việc sản xuất các máy phục vụ trị liệu bằng điện hay điện từ khá nhanh và thuận lợi, nên chúng thường được quảng cáo quá mức để bán hàng.